# ロイトリンゲン
ロイトリンゲン（標準ドイツ語：Reutlingen [ˈʀɔʏtlɪŋən] ( 音声ファイル)、アレマン語：Reitlenga）は、ドイツ連邦共和国の都市。バーデン＝ヴュルテンベルク州のテュービンゲン行政管区に属し、ロイトリンゲン郡の郡庁所在地。
人口は約11万6千人（2020年末）。ヴュルテンベルク地方において、シュトゥットガルト、ハイルブロン、ウルムに続く第4の都市である。

## 地勢・産業
シュヴァーベン地方に位置する都市。かつては繊維産業が盛んであったが、徐々にサービス産業へと比重が移っている。近隣の都市としては、約35キロ北のシュトゥットガルト、55キロ東のウルム、45キロ南のジグマリンゲン、10キロ西のテュービンゲンなどが挙げられる。

## 歴史
中世、ボーデン湖に通じるライン街道のネッカー川 支流の渡し場にあった帝国都市。地名の初出は1089年/1090年の"Rutelingin"。"Riutilo"という人名に、ゲルマン民族移動末期に集落を形成し、指導者の名前をつけて集団名とした接尾辞"-ingen"に由来する。12世紀後半、1182年ころ、王領地に、市場開設権を認められ都市として成立し、1209年 オットー4世により、さらなる都市特権を授かった。その後のフリードリヒ2世の治下においては市域が拡大し、1235年以後は帝国城郭（Reichsburg）アハルム（Achalm）と合併し、1250年には史料に≫civitas≪と記された。円形の市壁内の面積は28 ha強で、周囲にフォアシュタット（Vorstadt；環状市壁外に張り出した区域）が3個あった。13世紀半ばから14世紀にかけて建設され、現在、市の観光名所ともなっている聖母教会（マリーエン教会；Marienkirche）は、1539年以後、教区教会の役割を果たした。施療院（Spital）は1200年より前に、ラテン語学校（Lateinschule）は1276年より前に、フランシスコ会修道院は1259年以降に置かれたと思われる。13世紀半ばから市長に相当する役職名と市章が現れる。14世紀半ばには市参事会へのツンフトの代表の参加が認められている。1400年頃の人口は約4000人で、繊維産業、ワイン生産、商業が市の産業の中心であった。
1376年には、ウルム 、コンスタンツ を中心とする都市同盟に参加した 。
1519年 宗教改革を導入。1726年火災により広範囲に破壊された。1803年 ヴュルテンベルクに帰属。この頃の面積は44平方キロメートル、人口約10500人。19世紀半ば、鉄道敷設が進むと、急速に工業化が進んでいった。1951年/1952年にバーデン・ヴュルテンベルクに帰属。

## 文化
ロイトリンガー・ムッチェル（Reutlinger Mutschel）というパンは、この地でのみ作られているもので、八角の星型をしており、編み込みの輪と真ん中の突起が特徴。

## 姉妹都市
- フランス・ロアンヌ
- イングランド・エリズミア・ポート・アンド・ネストン
- コートジボワール・ブアケ
- スイス・アーラウ
- タジキスタン・ドゥシャンベ
- ハンガリー・ソルノク
- アメリカ合衆国ペンシルベニア州レディング
- ドイツ・ピルナ

## 出身人物
- パウル・ヴィルヘルム・ケラー＝ロイトリンゲン（1854-1920） - 画家。
- ミハエル・クルム（1970 - ） - レーシングドライバー[1]。